# Dolichoderus affectus
Dolichoderus affectus é uma espécie de formiga do gênero Dolichoderus.